# José Valente
José Duarte Valente Júnior (Barcarena, 14 de fevereiro de 1927 – Belém, 20 de setembro de 2008), ou apenas José Valente, foi um  escritor, poeta, trovador e jornalista, reconhecido principalmente no Estado do Pará, onde nasceu e morou em grande parte de sua vida. O historiador foi o 4º ocupante da Cadeira de nº 18 "Frederico Barata" no Instituto Histórico e Geográfico do Pará, e foi o fundador da UBT - União Brasileira de Trovadores (Seção de Belém), da Associação Paraense de Escritores e da Academia Paraense de Jornalismo, a qual presidiu a partir de 2002. Durante mais de dez anos, colaborou junto ao famoso jornal "O Liberal", de Belém, com uma série de artigos, textos e colunas temáticas, principalmente com referência a história paraense, tendo a coluna Hoje no Pará recebido grande destaque no jornal.
O autor ainda teve participação em diversos concursos e eventos, onde se destacam:
- Vencedor do I Concurso Literário de Temática Regional, promovido pela Secretaria de Cultura, Desportos e Turismo do Pará, com o livro de crônicas Vento Geral;
- Vencedor do concurso de tema Cabanagem, promovido pela Fundação Paraense de Radiodifusão, com a crônica Cabanos de Aicaraú, (do livro Belém);
- Vencedor do II Concurso Icoaraciense de Arte Literária "Antônio Tavernard", com o conto "O Equívoco";
- Menção Honrosa no X Concurso Nacional de Trovas, realizado no Rio de Janeiro;
- Menção Honrosa no Concurso de tema Cabanagem, promovido pela Fundação Paraense de Radiodifusão, com os poemas Bródio e Versos (do livro Belém);
- Participação no I Flaac - Festival Latino-Americano de Arte e Cultura, promovido pela Universidade de Brasília e pelo Governo do Distrito Federal, em Brasília.

O atual ocupante da Cadeira nº 18 do Instituto Histórico e Geográfico do Pará, Célio Simões de Souza, menciona José Valente em seu discurso de posse:
José, valente no nome e nas atitudes, com sua pena afiada, faria coro a mais essa tentativa de descaracterização da Capital Paraense, que já mereceu, inclusive, enérgica providência do Ministério Público Federal e da nossa Justiça Comum, visando coibir o abuso. Era ele um apaixonado por Belém, pelo seu traçado urbano, estudioso de suas personagens, paixão que sempre foi correspondida pelo público, que soube retribuir-lhe tal dedicação comparecendo em massa em seu velório no dia 20.09.2008, quando nos deixou aos 81 anos.
Ainda, quando da ocasião de sua morte, José Valente ainda foi citado da seguinte maneira pelo editor do Jornal O Liberal, Raimundo Sousa:
José Valente permanecerá na memória não apenas por suas qualidades como colaborador e articulista, mas também por seu caráter firme e alegria de viver. Além de ter tido o privilégio de editar o texto dele, tive a oportunidade de me tornar um grande amigo e viver momentos inesquecíveis a seu lado. Ele era um homem alegre, honesto, apaixonado por música, livros e pela vida em geral, um exemplo de ética e profissionalismo que vai fazer falta em corações e mentes de todo o Pará.
José Valente faleceu, aos 81 anos, aproximadamente às 2 horas do dia 20 de setembro de 2008, em Belém, após ficar dias internado em um hospital da cidade. A morte foi natural, atribuída à falência múltipla de órgãos, sendo então velado em uma das capelas do Max Domini, no bairro do Guamá.

## Obras
- 1976 - Musa Pagã (Versos)
- 1987 - Vento Geral
- 1993 - A História de Belém - Cidade Velha
- 1993 - A História de Belém - Umarizal
- 1993 - A História de Belém - Marco/Pedreira
- 2003 - História da Fundação de Belém